# Região Geográfica Imediata de Boa Vista

Localização da Região Imediata de Boa Vista em Roraima.

A Região Geográfica Imediata de Boa Vista é uma das 4 regiões imediatas do estado brasileiro de Roraima, uma das 2 regiões imediatas que compõem a Região Geográfica Intermediária de Boa Vista e uma das 509 regiões imediatas no Brasil, criadas pelo IBGE em 2017. É composta de 5 municípios.

## Municípios
A Região Imediata de Rio Branco é composta por 5 municípios:
| Região imediata | Municípios                                 | População Estimativa 2018 | Área (km²) |
| --------------- | ------------------------------------------ | ------------------------- | ---------- |
| Boa Vista       | Alto Alegre Boa Vista Bonfim Cantá Mucajaí | 438 665                   | 59 552,117 |